# Liste des cours d'eau du Luxembourg

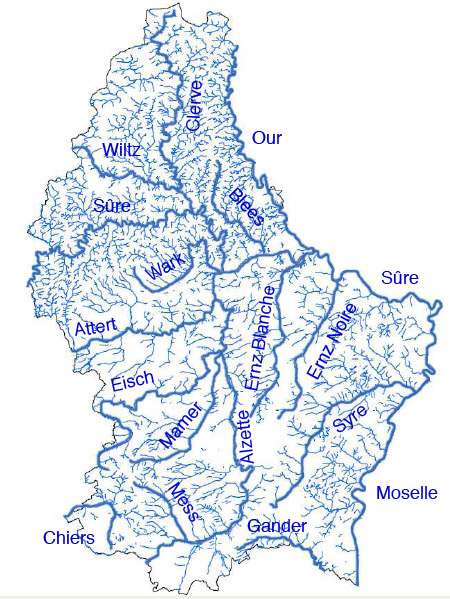
Carte des cours d'eau du Luxembourg avec les principales rivières en gras.

Voici la liste des rivières et des ruisseaux du Luxembourg. 
L'entièreté des cours d'eau luxembourgeois ont leurs eaux qui se jettent dans la mer du Nord, surtout par l'intermédiaire de la Moselle, mais l'extrême sud-ouest du pays est drainé par la Chiers.
Voici leur liste par ordre alphabétique. Pour connaître la hiérarchie de ces cours d'eau, voir les bassins versants correspondants.

## Par bassin
Les cours d'eau sont classés par bassins versants, puis selon la proximité de leur point de confluence.
- Meuse
  - Chiers (Bazeilles, France)

- Rhin
  - Moselle (Coblence, Allemagne)
    - Sûre (Wasserbillig)
      - Ernz Noire (Grundhof)
      - Ernz Blanche (Reisdorf)
      - Our (Wallendorf)
      - Blees (Bettendorf)
      - Alzette (Ettelbruck)
        - Wark (Ettelbruck)
        - Attert (Colmar-Berg)
          - Pall (Reichlange)

        - Eisch (Mersch)
        - Mamer (Mersch)
        - Pétrusse (Luxembourg)
        - Mess (Bergem)

      - Wiltz (Goebelsmuhle)
        - Clerve (Kautenbach)

    - Syre (Mertert)
    - Gander (Haute-Kontz, France)